# Гаваї (острів)
Гаваї (англ. Island of Hawai'i; не формально: «Великий острів») — найбільший за площею острів архіпелагу Гаваї, перевершуючи решту островів разом. Площа острову складає близько 10 458 км². Довжина острова 150 км. Найбільше місто острова, Хіло (англ. Hilo), розташоване на східному узбережжі Гаваїв.
Острів Гаваї виник з п'яти окремих щитових вулканів. Вулкани (з старшого до наймолодшого): Гора Когала (англ. Kohala Mountain Volcano) (згаслий), Мауна-Кеа (англ. Mauna Kea) (не діючий), Гуалалаї (англ. Hualālai) (діючий), Мауна-Лоа (англ. Mauna Loa) (діючий, частково в межах Національного парку гавайських вулканів), та Кілауеа (англ. Kīlauea) (активно діючий; частина Національного парку гавайських вулканів (англ. Hawai'i Volcanoes National Park).
Якщо міряти висоту гори з основи на океанському дні по її вершину, Мауна-Кеа є найвищою горою на Землі,— перевищує навіть Джомолунгму.
Між січнем 1983 р. та вереснем 2002 р., 2.2 км² землі було додано до острова течією лави з вулкана Кілауеа. За даними перепису 2020 року, населення становило 200 629 осіб.